# Вешки (Лентьевское сельское поселение)
Вешки — деревня в Устюженском районе Вологодской области.
Входит в состав Лентьевского сельского поселения (с 1 января 2006 года по 9 апреля 2009 года входила в Мерёжское сельское поселение), с точки зрения административно-территориального деления — в Мерёжский сельсовет.
Расположена на берегах реки Вялий (приток Чагодощи). Расстояние до районного центра Устюжны по автодороге — 39 км, до центра муниципального образования деревни Лентьево по прямой — 15 км. Ближайшие населённые пункты — Горка, Мерёжа, Окулово.
По переписи 2002 года население — 33 человека (16 мужчин, 17 женщин). Всё население — русские.